# San Antonio (rzeka)
San Antonio (ang. San Antonio River) – jedenasta pod względem długości rzeka Teksasu, główny dopływ rzeki Guadalupe. Ma długość 390 km i przecina pięć hrabstw: Bexar, Goliad, Karnes, Refugio i Wilson. Swoje źródła bierze w pobliżu San Antonio, a w samym mieście tworzy park miejski, który jest uznawany za atrakcję numer jeden. 